# تجمع حمق (رماة)

تعديل مصدري - تعديل

تجمع حمق هي إحدى قرى عزلة رماة بمديرية رماة التابعة لمحافظة حضرموت، بلغ تعداد سكانها 81 نسمة حسب تعداد اليمن لعام 2004.